# Максимов, Константин Гордеевич
Константи́н Горде́евич Макси́мов (3 июня 1894, пос.  Войтовцы, Сквирский уезд, Киевская губерния — 27 октября 1937, Москва) — русский революционер, советский политический деятель.

## Биография
Константин Максимов родился 3 июня 1894 года в посёлке Войтовцы Сквирского уезда Киевской губернии в русской крестьянской семье. Переехал в Самару, работал столяром. С 1914 года член РСДРП(б). За революционную деятельность был приговорён к тюремному заключению. Освобождён Февральской революцией 1917 года. После освобождения отправился в Москву для организации профсоюза деревообделочников. Стал членом Московского комитета РСДРП(б) и Моссовета. Был делегатом 7-й конференции РСДРП(б) от Московской организации и 1-го Всероссийского съезда Советов. Во время Октябрьского вооружённого восстания был начальником разведки Красной гвардии. После октябрьских событий был заведующим продотделом и членом Президиума Моссовета. Участвовал в Гражданской войне.
Позднее работал на различных государственных должностях на Урале, на Украине и в Москве. Был заместителем председателя СНК УССР, членом Президиума ВСНХ, ВЦИК и ЦИК СССР, с 1926 года — заместителем Наркома внешней и внутренней торговли, позднее сотрудником Наркомата лёгкой промышленности СССР.
В 1937 году был арестован по обвинению в контрреволюционной деятельности и подготовке терактов, приговорён к расстрелу. Расстрелян 27 октября 1937 года. Реабилитирован в 1955 году.

## Память

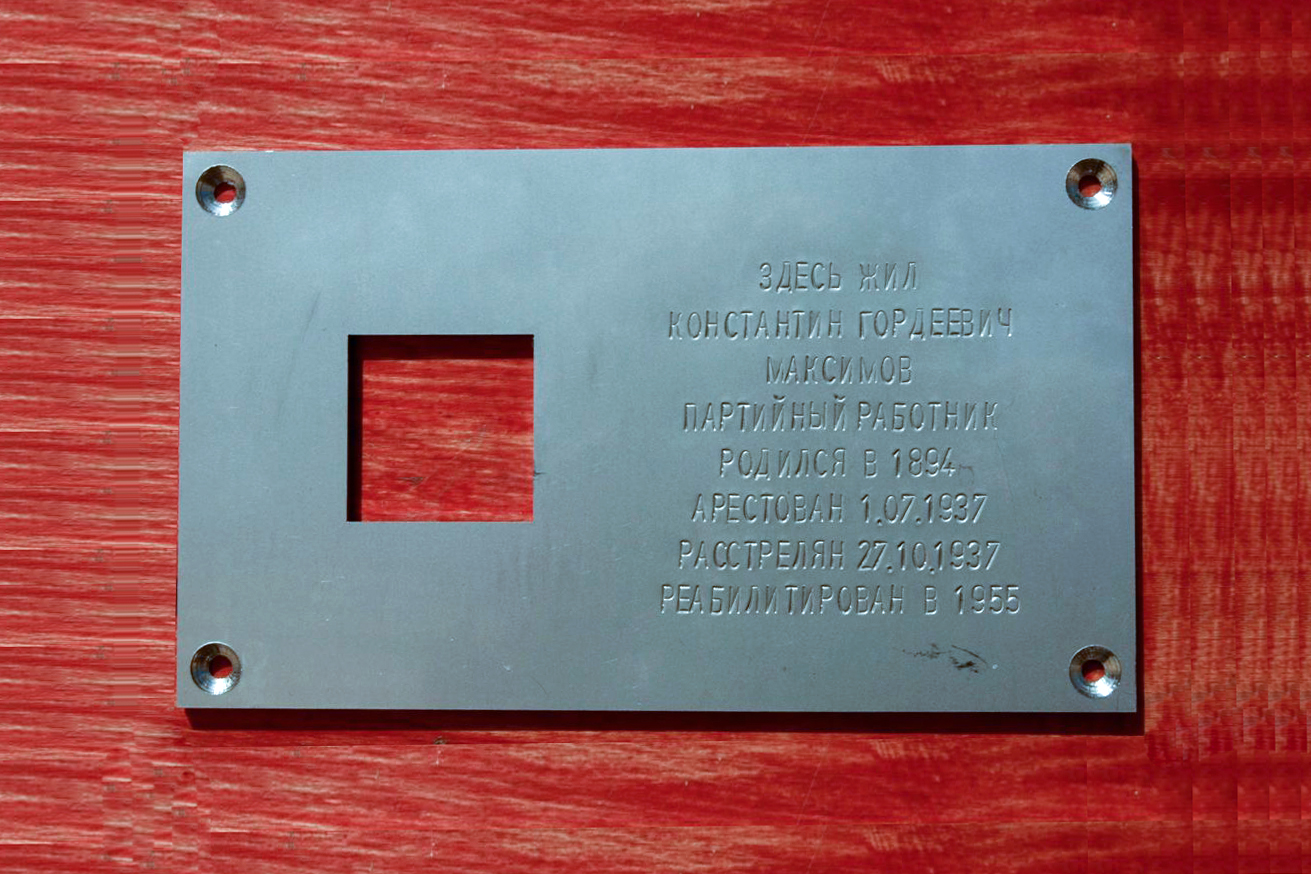
Последний адрес на доме, в котором жил Константин Максимов

9 августа 1965 года его имя получила улица Максимова в московском районе Щукино.